# Árpád Gyógy- és Strandfürdő
Az Árpád Gyógy- és Strandfürdő egy békéscsabai termálfürdő, uszoda, élményfürdő és strandfürdő. A megyeszékhely egyetlen ilyen jellegű létesítménye, ami egész évben nyitva tart. A 2003-as felújítás óta 6 medencével rendelkezik, akadálymentesített, nagy zöld területek borítják. A strandon sokféle sport űzésére is lehetőség nyílik.

## Fekvése
A fürdő Békéscsabán, a városközpont közelében, jól megközelíthető helyen helyezkedik el az Árpád sor és az Élővíz-csatorna között. Az összes terület 23 684 m², ebből a vízfelület nagysága 2684 m². Az 1912-ben létesített hajdani Árpád liget (amiről a fürdő a nevét is kapta) a '60-as években a fürdő bővítésével eltűnt, de pár idősebb fa az egykori liget állományából megmaradt.

## Története
A strandfürdő az Árpád liget szomszédságában, Illés Dávid tervei alapján épült 1922-ben. A strandfürdő kezdetben csupán egyetlen nyitott vasbeton úszómedencéből állt. A meglévő strand Élővíz-csatorna felőli részén az eredeti fedett, török-fürdő jellegű épület 1927-ben épült.
Az épületet a Békéscsabai Fürdő Rt. útján Békéscsaba város lakossága dr. Bertóthy István polgármester vezetésével építette. A terveket Böhm Henrik és Hegedűs Ármin műépítészek készítették. A fürdő bejárata feletti szoborcsoport Filipinyi Sámuel szobrászművész alkotása.
A bővítés érdekében melegvizes kutakat kívántak fúrni, ám az 1000 méter mélységűre tervezett  kút fúrása 430 méternél megakadt. Ezt követően a strand területén több hidegvizes kút is létesült, mely a strandmedence vízellátását, illetve felmelegítve a gőzfürdő meleg vízzel való ellátását biztosította.
Az első sikeres hévízkút 1959-ben létesült. Az 1960-as évek közepén az uszoda és a lelátó megépítésével kapcsolódott össze a liget és a fürdő. 1964-ben új 50 méteres úszómedence létesült, amelyet 1970-ben vízvisszaforgató berendezéssel láttak el. Ezen a télen került először felállításra az úszómedence téli üzemét biztosító, tartószerkezet nélküli, belső túlnyomással üzemelő Graboplan sátor, mely technológia azóta is üzemel. A század eleji meleg vizes kis fürdőből az 1960-as évektől úgy lett nagyvárosi strand, hogy átfogó és minőségi fejlesztés nem történt. Szükségessé vált fejlesztés, amire lehetőséget teremtett a Széchenyi Terv Turizmusfejlesztési Programja.
A rekonstrukció a termálfürdők és a kapcsolódó infrastruktúra fejlesztésére kiírt pályázat keretében nyújtott támogatás segítségével valósult meg. A 2002-2003-as években lezajlott felújításnak az volt a célja, hogy minden szempontból a század igényeinek, a természet és környezetvédelemnek, valamint a közegészségügy követelményeinek megfelelő és egyre több turistát is kiszolgáló fürdőlétesítmény alakuljon. Megújult az uszoda a lelátóval, a termálmedencék, a gyermek medence, a téli fürdő gyógymedencéi a szaunával, a gőzfürdővel és öltözőkkel. Új élmény- és tanmedence, játszótér, büfék kerültek kialakításra.
Mivel a fürdő tetemes veszteséget termelt, ezért a tulajdonos Békés Megyei Vízművek Zrt. vezetésébe tartozó települési önkormányzatok lépéseket tettek a fürdő eladására. Erre 2008 szeptemberében került sor, mikor is ingyen került sor az intézmény átadására Békéscsaba Megyei Jogú Város Önkormányzatának.

## Jelenleg

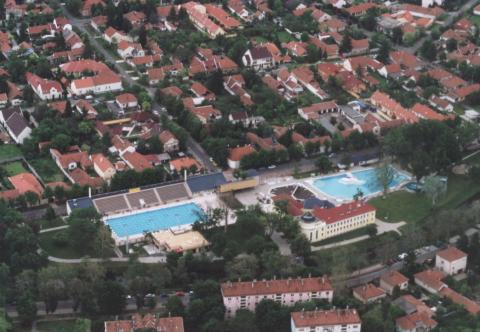
A fürdő madártávlatból

A fürdő 76 °C és 40 °C fokos, 1974, illetve a 800 méterről feltörő vizét az egészségügyi miniszter 2001-2002 években gyógyvízzé, a fürdőt 2006-os évben gyógyfürdővé nyilvánította.
A gyógyvizes medencékben elsősorban ízületi, reumatikus, és mozgásszervi betegségek kezelésére van lehetőség. 2004-től a Jázmin Egészségcenterben balneológiai kezeléseket vehetnek igénybe a vendégek. A betegek gyógyulását orvosi gyógymasszázs, iszappakolás, víz alatti vízsugármasszázs, víz alatti csoportos gyógytorna szolgálja. Az egészségcenter a szabadtéri, télen részlegesen fedett termálmedencékkel, az uszoda a lelátóépülettel egész évben fogadja a vendégeket. 
A strand- és tanmedence az óriáscsúszdával, valamint a gyermekmedence a nyári szezonban (májustól szeptemberig) várja a látogatókat. Az 1200 m²-es élményfürdőben pezsgőpadok, napozó sziget, pezsgőfürdő, és örvény található.

## Adatok
- Összes terület: 23 684 m²,
- ebből vízfelület 2684 m²
- Medencék száma: 6 db, ebből 3 nyitott, 2 fedett, és 1 időszakosan fedett
- ebből gyógyvizes medence: 2 db
- Kapacitás (látogatók száma): max. látogató - télen: 1030 fő/nap
- max. látogató - nyáron: 3624 fő/nap
- Gyógyvíz kémiai jellege: Alkáli hidrogén-karbonátos gyógyvíz
- hőfok: 76°C és 40°C